# Белизе на Светском првенству у атлетици на отвореном 2011.
Белизе је учествовао на 13. Светском првенству у атлетици на отвореном 2011. одржаном у Тегу од 27-4. септембра. Репрезентацију Белизеа представљало је двоје такмичара (1 мушкарац и 1 жена) који су се такмичили у две дисциплине (1 мушка и 1 женска). , 
На овом првенству Белизе није освојио ниједну медаљу. Постигнут је један лични рекорд.

## Учесници
| Мушкарци: - Кенет Медвуд — 400 м препоне | Жене: - Кајина Мартинез — 100 м |  |

## Резултати

### Мушкарци
| Атлетичар    | Дисциплина | Лични рекорд | Група    | Група      | Полуфинале           | Полуфинале           | Финале               | Финале  | Детаљи |
| Атлетичар    | Дисциплина | Лични рекорд | Резултат | Место      | Резултат             | Место                | Резултат             | Место   | Детаљи |
| ------------ | ---------- | ------------ | -------- | ---------- | -------------------- | -------------------- | -------------------- | ------- | ------ |
| Кенет Медвуд | 400 м      | 49,66        | 51,19    | 6. у гр. 4 | Није се квалификовао | Није се квалификовао | Није се квалификовао | 32 / 34 |        |

### Жене
| Атлетичарка     | Дисциплина | Лични рекорд | Квалификације | Квалификације | Група    | Група      | Полуфинале            | Полуфинале            | Финале                | Финале       | Детаљи |
| Атлетичарка     | Дисциплина | Лични рекорд | Резултат      | Место         | Резултат | Место      | Резултат              | Место                 | Резултат              | Место        | Детаљи |
| --------------- | ---------- | ------------ | ------------- | ------------- | -------- | ---------- | --------------------- | --------------------- | --------------------- | ------------ | ------ |
| Кајина Мартинез | 100 м      |              | 12,14 ЛР      | 1. у гр. 1 КВ | 12,18    | 7. у гр. 1 | Није се квалификовала | Није се квалификовала | Није се квалификовала | 42 / 71 (73) |        |